# K.G.Kodihalli, Krishnarajpet
K.G.Kodihalli là một làng thuộc tehsil Krishnarajpet, huyện Mandya, bang Karnataka, Ấn Độ.